# Bishanopliosaurus
Bishanopliosaurus là một chi thằn lằn cổ rắn, được Dong mô tả khoa học năm 1980.